# Dilema discursivo

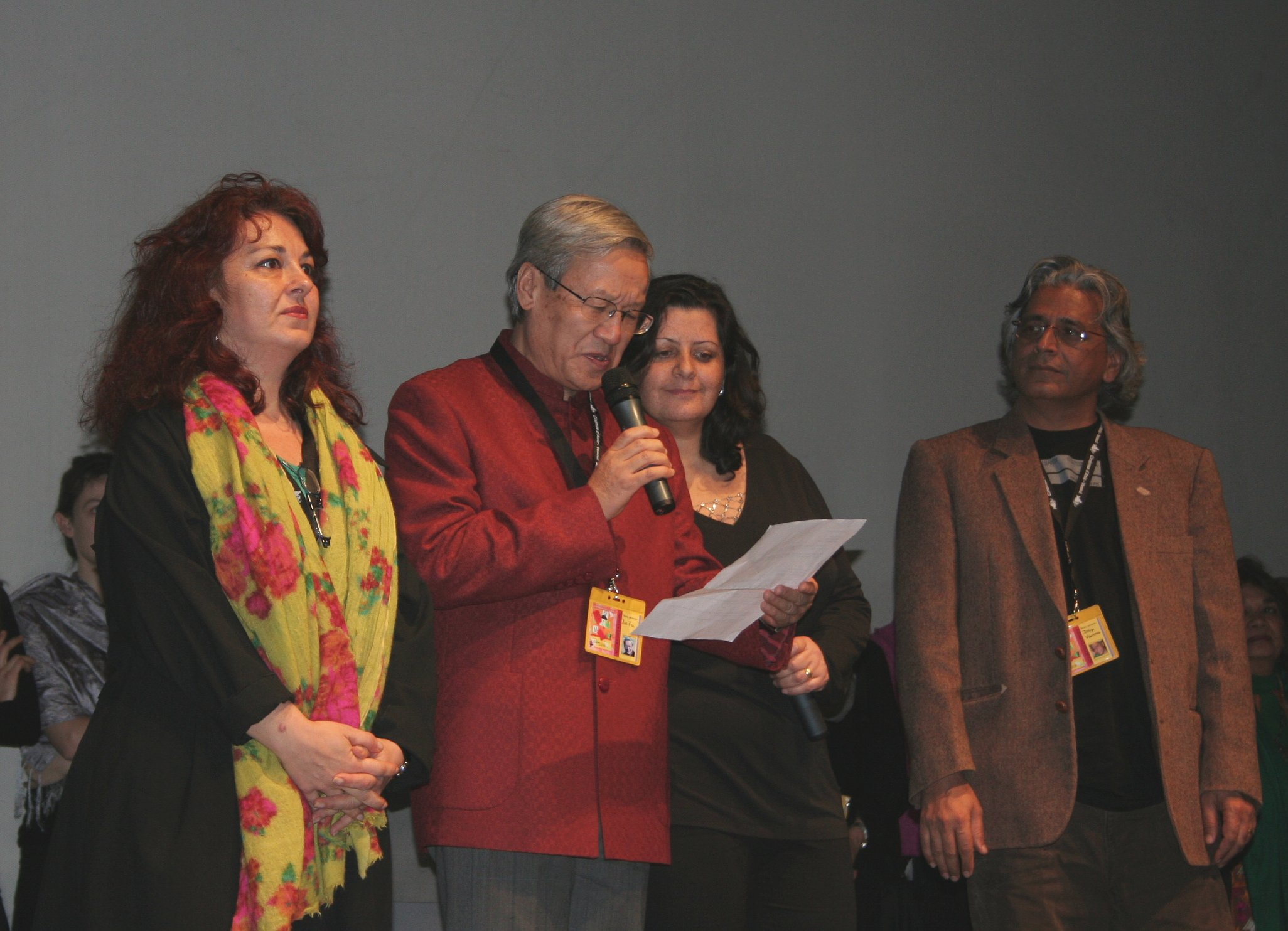
El mismo grupo ofrecerá un voto mayoritario tanto a favor como en contra de un plan, dependiendo de cómo se encueste al grupo.

El dilema discursivo o la paradoja doctrinal es una paradoja de la teoría de la elección social. La paradoja es que la agregación de juicios con la mayoría de votos puede resultar en juicios contradictorios. 

## Planteamiento
Considere la posibilidad de una comunidad votando sobre una reparación de carreteras. El mismo grupo puede decidir un "Sí" si se le hacen tres preguntas, pero un "No" si se le hace una pregunta. Esta paradoja surge porque la comunidad puede votar 'Sí', las carreteras son importantes y 'Sí', el clima es el adecuado para la reparación de la carretera y 'Sí' - hay fondos disponibles para las reparaciones. Sin embargo, debido a la complejidad de la opinión individual y el desacuerdo, la mayoría puede al mismo tiempo decidir que "No, los tres requisitos para la reparación de carreteras no están presentes". Por lo tanto, el equipo de reparación de carreteras recibe comentarios diferentes dependiendo de cómo encuestan a su comunidad. 
El filósofo Philip Pettit cree que el dilema discursivo hace imposible hacer declaraciones simples acerca de las creencias de un colectivo. 

## Visión general
El filósofo de Princeton, Philip Pettit, dice que existen desafíos ocultos para describir al grupo como si fuera un solo individuo, un agente metafórico, la forma en que la ley a veces habla de corporaciones. Es un error, dice, pensar que las cosas pueden ser tan simples. 
En realidad, puede ser bastante difícil construir un modelo de la "mente grupal" simplemente pidiendo una opinión mayoritaria. Esto se debe a que pueden surgir concepciones contradictorias de un grupo dependiendo del tipo de cuestionamiento que se elija.
|                      | P  | Q  | ¿Otorgan la relación? C = P & Q | C  |
| -------------------- | -- | -- | ------------------------------- | -- |
| Juez 1               | sí | sí | sí                              | sí |
| Juez 2               | no | sí | sí                              | no |
| Juez 3               | sí | no | sí                              | no |
| Decisión mayoritaria | sí | sí | sí                              | no |

Para ver cómo, imagine que un tribunal de tres miembros debe decidir si una persona es responsable por un incumplimiento de contrato. Por ejemplo, un cuidador de césped está acusado de violar un contrato para no cortar las rosas del propietario de la tierra. Los jueces deben decidir cuáles de las siguientes proposiciones son verdaderas: 
- P: el acusado hizo una determinada acción (es decir, ¿el cuidador cortó las rosas?  );
- Q: el acusado tenía la obligación contractual de no hacer esa acción (es decir, ¿hubo un contrato para no cortar las rosas?);
- C : el acusado es responsable.

Además, todos los jueces aceptan la proposición C=P&Q. En otras palabras, los jueces acuerdan que un acusado debe ser responsable si y solo si las dos proposiciones, P y Q, son ambas verdaderas. 
Cada juez podría hacer juicios consistentes (no contradictorios), y la paradoja seguirá emergiendo. La mayoría de los jueces podrían pensar que P es verdadera, y la mayoría de los jueces podrían pensar que Q es verdadera.  En este ejemplo, eso significa que votarían que el cuidador probablemente cortó las rosas, y que el contrato sí prohibió esa acción. Esto sugiere que el cuidador es responsable . 
Al mismo tiempo, la mayoría de los jueces pueden pensar que P y Q no son verdaderas al mismo tiempo.  En este ejemplo, eso significa que la mayoría de los jueces concluyen que el cuidador no es responsable. La tabla anterior ilustra cómo las decisiones de la mayoría pueden contradecirse (porque los jueces votan a favor de las premisas y, sin embargo, rechazan la conclusión).  La paradoja radica en elegir entre dos opiniones de responsabilidad grupal. 

## Explicación
Este dilema se debe a que un procedimiento real de toma de decisiones puede basarse en premisas o en conclusiones. En un procedimiento basado en premisas, los jueces deciden votando si se cumplen las condiciones para la responsabilidad.  En un procedimiento basado en conclusiones, los jueces deciden directamente si el acusado debe ser responsable. En la formulación anterior, la paradoja es que los dos procedimientos no conducen necesariamente al mismo resultado. Los dos procedimientos pueden incluso conducir a resultados opuestos. 
Pettit cree que la lección de esta paradoja es que no hay una manera simple de agregar opiniones individuales en una "entidad de grupo" única y coherente. Estas ideas son relevantes para la sociología, que trata de comprender y predecir el comportamiento grupal. Petitt advierte que debemos entender a los grupos porque pueden ser muy poderosos, pueden lograr un cambio mayor y, sin embargo, el grupo en su conjunto puede no tener una conciencia fuerte (ver Difusión de responsabilidad).  Dice que a veces no hacemos responsables a los grupos (por ejemplo, a las corporaciones) debido a las dificultades descritas anteriormente. Es importante resolver la responsabilidad colectiva, y Petitt insiste en que los grupos deben tener derechos limitados y diversas obligaciones y controles sobre su poder.
El dilema discursivo (que concierne a los conjuntos de proposiciones generales) puede verse como una generalización de la paradoja de Condorcet (que se refiere a los conjuntos de preferencias, un tipo de conjunto de proposiciones). Además, la paradoja de Condorcet se puede generalizar como teorema de Arrow. List y Pettit argumentan que el dilema discursivo también puede generalizarse a una especie de "teorema de List-Pettit". Su teorema establece que las inconsistencias permanecen para cualquier método de agregación que cumpla con algunas condiciones naturales. 